# 헬렌 메릴
헬렌 메릴(영어: Helen Merrill, 1930년 7월 21일 ~ )은 미국의 재즈가수이다.

## 생애

### 어린 시절
옐레나 아나 밀세틱은 뉴욕에서 크로아티아 이민자 부모 프라노와 안토니야 마리야 사이에서 태어났다. 프라노는 반타치치에서 태어났고, 안토니야 마리야는 말린스카에서 태어났다. 특이하게도 두 사람 모두 밀체티치에서 태어났다.

### 학창 시절
그녀는 1944년 14살 때 브롱크스의 재즈 클럽에서 노래를 부르기 시작했다. 그녀에게는 3명의 자매와 1명의 형제가 있었는데, 그녀는 태어나기 전에 세상을 떠났다. 그녀가 16살이 되었을 때, 메릴은 풀타임으로 음악을 시작했다. 1952년 메릴은 얼 하인즈와 함께 "A Cigabet for Company"를 부르라는 요청을 받고 녹음 데뷔를 하였지만 이 곡은 메릴과 함께 하인즈의 밴드를 녹음하기 위해 특별히 제작된 D'Oro 레이블에서 발매되었다.

### 밴드 시절
에타 존스는 당시 하인즈의 밴드에 속해 있었고, 그녀 역시 1985년에 자나두 레이블에서 재발매된 이 세션에서 노래를 불렀다.

### 결혼 시절
메릴은 세 번 결혼했다. 처음에는 음악가 아론 삭스(1948–1956)와, 그 다음에는 UPI 부사장 도널드 J. 브라이든(1967–1992)과, 마지막으로 편곡가 겸 지휘자 토리 지토와 결혼했으며, 이 결혼은 2009년 사망할 때까지 지속되었다.
그녀는 애런 삭스와 첫 결혼을 한 후 1951년 뉴욕에서 태어난 앨런 프레스턴 삭스라는 자녀의 어머니였지만 그는 나중에 전문적으로 앨런 메릴로 알려졌으며, 영국 밴드 애로우즈의 리드 보컬로서 록 클래식 "I Love Rock N Roll"의 오리지널 (1975) 버전을 작곡하고 녹음한 성공적인 가수 겸 작곡가였는데 그는 2020년에 사망하였다.

## 활동

### 1950년대 이전
1954년에 녹음했으며 자신의 이름을 내세운, 첫 번째 앨범 《Helen Merrill》(클리포드 브라운과 협업)은 즉각적인 성공을 거두었다. 이 앨범으로 1세대 비밥 재즈 음악가와 교류가 있었다. 1950년대와 1960년대 메릴은 주로 유럽과 일본에서 녹음과 순회 공연을 하였기 때문에 미국에서는 무명에 가까웠다. 1980년대와 90년대에 버브 레코드와 계약을 맺었고 세간의 이목을 끄는 공연으로 다시 미국에서 유명하게 되었다. 보컬 스타일은 감성적이고 관능적이며, 콘서트를 열고 앨범을 녹음하면서 그녀의 가수 경력은 60년 동안 이어지고 있었다.
1950년대 후반과 1960년대에 걸쳐 간헐적으로 녹음을 마친 메릴은 대부분의 시간을 유럽 투어에 보냈고, 그곳에서 미국보다 더 많은 상업적 성공을 거두었는데 그녀는 이탈리아에 잠시 정착하여 그곳에서 앨범을 녹음하고 재즈 뮤지션 피에로 우밀리아니와 함께 콘서트를 열었다. 피에로 우밀리아니는 그의 노래 '마 나 마 나', '쳇 베이커', '로마노 무솔리니', '스탠 게츠'로 미국 베이비붐 세대에게 가장 잘 알려져 있었는데 1960년, 편곡자이자 영화 작곡가인 엔니오 모리코네는 메릴과 함께 RCA 이탈리아나 레이블에서 '헬렌 메릴은 이탈리아 노래를 부른다'라는 EP를 작업했다.

### 1970년대
메릴은 1972년에 미국으로 돌아왔다. 그녀는 보사노바 앨범, 크리스마스 앨범, 로저스 앤 해머스타인 앨범을 녹음하였다.

### 1980년대
1987년, 그녀와 길 에반스는 콜라보레이션이라는 제목으로 발매한 드림 오브 유의 새로운 편곡을 녹음하였는데 메릴의 1980년대 앨범 중 가장 좋은 반응을 얻었다.
1987년에는 베니 카터와 함께 빌리 에크스틴 싱스를 공동 프로듀싱하였다.

### 1990년대
1995년에 그녀는 브라우니를 녹음하였는데 클리포드 브라운에게 경의를 표했다.
재즈 평론가 윌 프리드왈드는 그의 위대한 재즈 및 팝 가수들을 위한 전기 가이드에서 메릴이 "나이가 들면서 발전했다"며 "90년대와 오트의 앨범은 빈티지 작품에 비해 극적인 발전을 보여준다"고 쓰였다.

### 2000년대 이후
2000년에 그녀는 Jelena Ana Milcetic을 발매하였지만 헬렌 메릴은 자신의 크로아티아 유산과 미국에서의 성장 과정을 바탕으로 그림을 그렸다. 이 앨범은 재즈, 팝, 블루스 곡과 크로아티아어로 부르는 전통 크로아티아 노래를 결합한 것이지만 그녀는 2003년에 앨범 'Lilac Wine'을 발매하였다.

## 앨범
- 1954년 - 《Helen Merrill》
- 1955년 - 《Helen Merrill with Strings》
- 1956년 - 《Dream of You》